# 159ª Brigada de Infantería Separada
«159ª Brigada de Infantería Separada»: (ucraniano: 159 окрема піхотна бригада, romanizado: 159 okrema pіhotna bryhada), Es una formación de las Fuerzas Terrestres de Ucrania formada en abril de 2024. Fue parte de la creación y expansión de otras nueve brigadas en el Territorio de Ucrania. Fuerzas Armadas, anunciadas por su comandante Oleksandr Pavliuk, en respuesta a la invasión rusa de Ucrania.

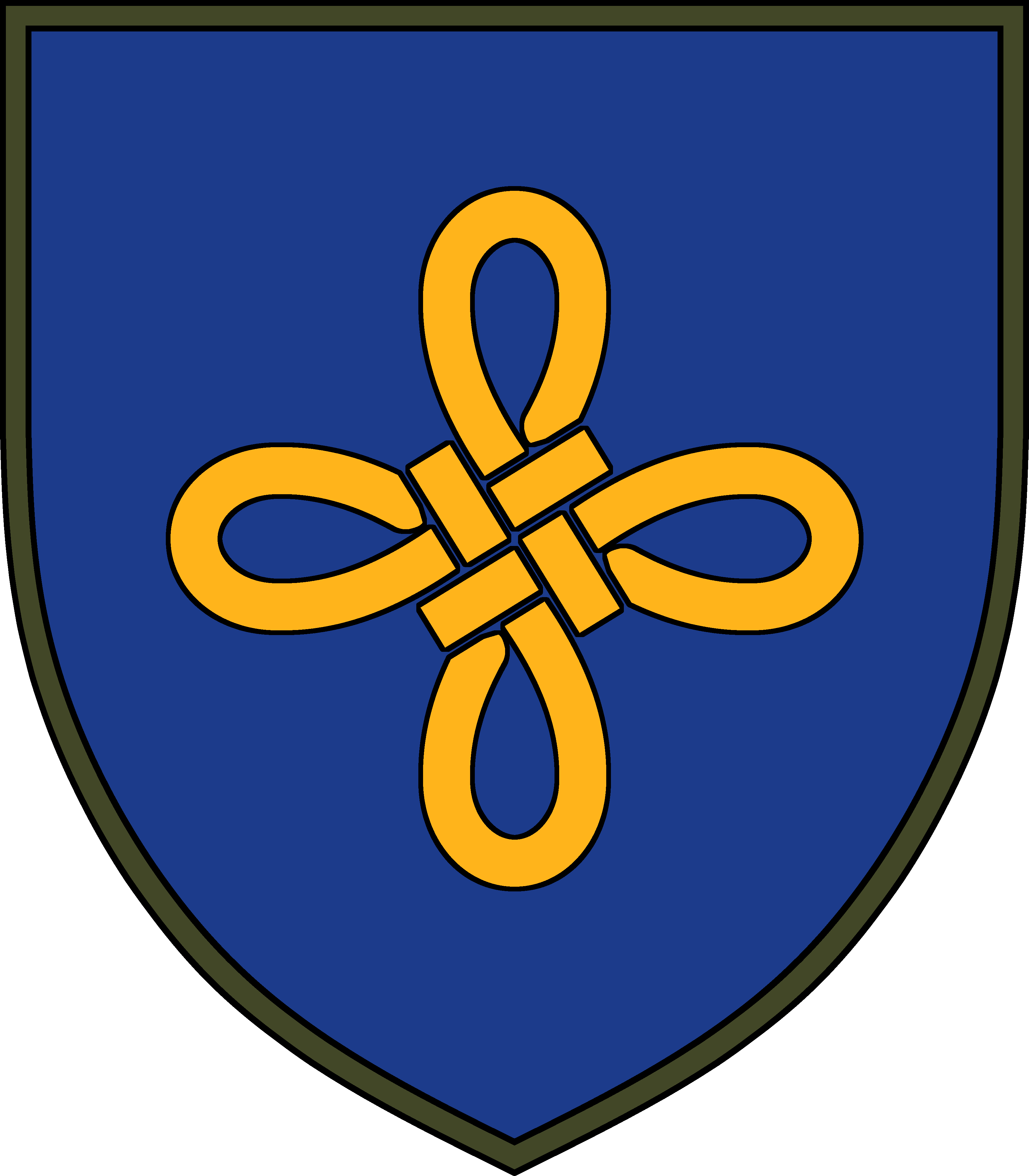
Insignia de la 159.ª Brigada de Infantería Separada

La brigada a partir de mayo de 2024 se encuentra en el proceso y etapa de formación para convertirse en una unidad de pleno derecho y capaz de las Fuerzas Terrestres de Ucrania. Se espera que estas unidades ayuden a defenderse contra una posible ofensiva rusa en 2024.

## Historia

### Formación
La brigada se formó después de que entrara en vigor una ley de movilización ucraniana, en la que se redujo la edad de reclutamiento de 27 a 25 años y se impusieron sanciones a quienes evitaran el servicio militar obligatorio.
Esta ley también permitió que los prisioneros pudieran unirse a las fuerzas armadas.
Forbes informó que estas 10 nuevas brigadas estarían compuestas por 2.000 personas y que algunas de estas nuevas brigadas serían de infantería, no brigadas mecanizadas. Pavluvik, comandante de las Fuerzas Terrestres de Ucrania, afirmó que estas nuevas brigadas podrían estar estacionadas alrededor de Kiev, Óblast de Kiev, para una posible ofensiva rusa.
La creación de la brigada fue notada por primera vez por el Municipio de Pervomaisk por su alcalde en un informe de abril de 2024. El informe indicaba que el Municipio y el alcalde habían ayudado en la creación de la 159.ª Brigada de Infantería, según el informe: organización de residencias , materiales de construcción y suministro de equipos técnicos. La brigada recibió su insignia el 21 de mayo de 2024.

## Guerra Ruso-Ucraniana

### Invasión rusa de Ucrania
Se espera que la 159.ª Brigada de Infantería desempeñe un papel importante desde su formación, y muy probablemente se espera que rechace una posible ofensiva rusa en 2024. La brigada se encuentra actualmente en formación, de manera similar a otras brigadas, como la 155 ª Brigada de Infantería, que se formó en Óblast de Rivne.

## Estructura
Al 22 de mayo de 2024, la estructura de la brigada es la siguiente:
- 159ª Brigada de Infantería Separada
  - Comando de la Brigada
  - 1.º Batallón de Infantería
  - 2.º Batallón de Infantería
  - 3.º Batallón de Infantería
  - Compañía de Reconocimiento
  - Compañía Antitanques
  - Compañía de Defensa Antiaérea
  - Compañía de Ingenieros
  - Compañía de Mantenimiento
  - Compañía Médica